# بلشفية وطنية

البلشفية الوطنية  (بالروسية: Национал-большевизм) هي حركة سياسية تدمج القومية (خاصة القومية الروسية) بالبلشفية.
من أبرز المفكرين في البلشفية الوطنية هما ألكسندر دوغين وإدوارد ليمونوف، مؤسسي حزب البلشفية الوطنية في روسيا.
الحزب الفرانكوبلجيكي الاجتماعي الوطني الأوروبي يشارك أفكار البلشفية الوطنية في محاولة تأسيس أوروبا متحدة. كما تأثر السياسي الفرنسي كريستيان بوشيه مؤسس حزب من تيار الموقف الثالث بهذه الأفكار أيضاً.

## البلشفية الوطنية الألمانية
استخدمت تسمية البلشفية الوطنية وصفا لتيار في الحزب الشيوعي الألماني وحزب العمال الشيوعيين في ألمانيا الذان حاولا أن يتحالفا مع جماعات قومية معارضة في الجيش الألماني رفضت معاهدة فرساي.[بحاجة لمصدر] وكانت هذه الجماعات تحت رئاسة هنرخ لاوفنبرغ وفرتز فلفهايم في مدينة هامبرغ. الرئيسان طردوا من حزب العمال الشيوعيين تحت كي يشارك الحزب في الاجتماع الثالث للأممية الثالثة، ووصفهم كارل رادك أحد أعضاء الأممية الشيوعية أنهما بلاشفة وطنيون، وكان هذا أول استخدام للتسمية في السياق الألماني.

## البلشفية الوطنية الروسية

### الحرب الأهلية الروسية
خلال الحرب الأهلية الروسية، تحول عدد من أبرز أعضاء الحركة البيضاء إلى البلشفية لأنهم اعتبروها الأمل الوحيد في استعادة عظمة روسيا. من بين هؤلاء كان الأستاذ نيكولاي أوستريالوف (الذي كان معاديا للشيوعية ثم اعتقد أن البلشفية يمكن تخدم القومية بتعديلات. أتباعه السمينوفوخوفتسي (المسمون على مقالاته المنشورة في عام 1921) Smena vekh (الروسية: تغيير المعالم)، وجاء إلى اعتبار أنفسهم البلاشفة الوطنيون.
كانت هناك أفكار مماثلة في حزب الإفرازيتسي والحزب المناصر للملكية الروسية حزب الملادوروسي. واعتبرت فكرة جوزيف ستالين «الاشتراكية في بلد واحد» انتصارا للبلشفية الوطنية.

### الحزب البلشفي الوطني
تأسس الحزب البلشفي الوطني في عام 1992 تحت اسم الجبهة الوطنية البلشفية، باندماج ستة جماعات صغيرة. يقود الحزب منذ تأسيسه إدوارد ليمونوف، ويعارض الحزب فلاديمير بوتين، وانضم الحزب إلى القوى اليسارية والليبرالية الذي أسسها غاري كاسباروف تحت مظلة الجبهة المدنية المتحدة المعارضة لبوتين.